# Colletes montefragus
Colletes montefragus är en biart som beskrevs av Lynn R.G. Raw 1984. Colletes montefragus ingår i släktet sidenbin, och familjen korttungebin. Inga underarter finns listade i Catalogue of Life.